# 高腔十三絕
高腔十三絕又稱作京腔十三絕，是指中國清朝康熙至乾隆初年以演出高腔（即京腔）著名的十三個演員，他們的名字分別是霍六、王三禿子、開泰、才官、沙四、趙五、虎張、恒大頭、盧老、李老公、陳丑子、王順、連喜。
高腔十三絕大多是出自民間，其中包括了生旦淨丑等主要行當。他們在北京地區的活躍，代表了在中國戲劇史上，明末清初極盛的昆曲，逐漸在北京的民間為弋陽腔及京腔（為弋腔與北京當地語言結合而成）所取代，在他們以及京腔六大名班的努力之下，京腔在康熙至乾隆中期，成為北京最受歡迎的劇種。一直到乾隆中期，四川人魏長生帶入秦腔之後，京腔的聲勢才逐漸下降。